# Megachile leachella
Megachile leachella là một loài ong trong họ Megachilidae. Loài này được Curtis miêu tả khoa học đầu tiên năm 1828.